# شركة كوريا للسك والطباعة المؤمنة
شركة كوريا للسك والطباعة المؤمنة وتشغيل بطاقات الهوية ( كومسكو ) ؛ (الكورية: 한국조폐공사) هي شركة مملوكة للدولة، مسؤولة عن طباعة وسكّ الأوراق النقدية والعملات المعدنية وغيرها من الوثائق الحكومية . يقع مقرها الرئيسي في دايجون، كوريا الجنوبية .
شركة كوريا للسك والطباعة المؤمنة وتشغيل بطاقات الهوية (كومسكو) مسؤولة عن إنتاج وتوزيع مختلف المنتجات الأمنية في كوريا الجنوبية. من بين منتجاتها الرئيسية الأوراق النقدية والشيكات والطوابع والأوراق المالية والسندات وشهادات الهدايا. تُورّد كومسكو هذه المنتجات إلى العديد من المؤسسات والهيئات الرئيسية في البلاد، بما في ذلك بنك كوريا، ووزارة الاقتصاد والمالية، والاتحاد الكوري للبنوك، وهيئة البريد الكورية. بالإضافة إلى ذلك، تخدم الشركة تكتلات توزيع رئيسية مثل شينسيغاي، ونونغ هيوب، وبنك كي إي بي هانا، ودونغ-إيه للأدوية، وهوم بلس، وجي إس لاتكس، مما يضمن تأثيرًا واسع النطاق على صناعة الطباعة المالية والأمنية في البلاد.
تلعب شركة كوريا لسكّ العملات والطباعة المؤمنة ( كومسكو ) دورًا هامًا في إنتاج وتوريد العملات المعدنية والمنتجات الأمنية المتخصصة. ويشمل ذلك تصنيع العملات المتداولة، والعملات التذكارية، والميداليات، ومختلف منتجات المعادن النفيسة، والأوسمة. وتُورّد هذه المنتجات إلى العديد من المؤسسات المهمة، مثل بنك كوريا، ووزارة الداخلية والأمن، والشركات الكبرى، والجامعات الرائدة.
تُصنع الميداليات والأوسمة في مقر شركة العملة في جيونجسان. تُصنّع شركة كومسكو وتُزوّد الحكومة باثني عشر نوعًا من الأوسمة، بما في ذلك وسام موغونغهوا المرموق. في مجال الميداليات، أنتجت كومسكو مجموعة متنوعة من الميداليات التذكارية للحكومة، بما في ذلك الميداليات الأولمبية، بالإضافة إلى الميداليات الترويجية، والميداليات الفنية، وميداليات الخدمة الطويلة، ونسخًا طبق الأصل من عناصر التراث الثقافي.

## روابط خارجية
- الموقع الرسمي
 (بالإنجليزية والكورية)